# جورج فون براون
جورج فون براون (بالسويدية: Georg von Braun)‏ هو متسابق الحدث سويدي، ولد في 21 مارس 1886 في سكارا في السويد، وتوفي في 23 أغسطس 1972 في ستوكهولم في السويد.

## وصلات خارجية
- جورج فون براون على موقع اللجنة الأولمبية الدولية (الإنجليزية)
- جورج فون براون على موقع أوليمبيديا (الإنجليزية)
- جورج فون براون على موقع اللجنة الأولمبية السويدية (السويدية)